# Чемпіонат України з легкої атлетики в приміщенні серед юнаків 2018
Чемпіонат України з легкої атлетики в приміщенні серед юнаків 2018 року був проведений з 30 січня по 1 лютого в Сумах в легкоатлетичному манежі Сумського державного університету.

## Медалісти

### Чоловіки
| Дисципліни                      | Золото                                                                    | Золото         | Срібло                                                                           | Срібло    | Бронза                                                                                  | Бронза    |
| ------------------------------- | ------------------------------------------------------------------------- | -------------- | -------------------------------------------------------------------------------- | --------- | --------------------------------------------------------------------------------------- | --------- |
| 60 метрів                       | Ерік Костриця (Вл)                                                        | 6,94           | Кирило Приходько (Днц)                                                           | 7,10      | Олег Коняшин (Хрс)                                                                      | 7,14      |
| 200 метрів                      | Ерік Костриця (Вл)                                                        | 22,52          | Кирило Приходько (Днц)                                                           | 22,53     | Олександр Карпенко (См)                                                                 | 23,21     |
| 400 метрів                      | Ярослав Голуб (Рв)                                                        | 49,64          | Микита Барабанов (Зп)                                                            | 50,33     | Денис Баранов (Крв)                                                                     | 50,60     |
| 800 метрів                      | Володимир Пластун (Днп)                                                   | 2.00,19        | Олександр Мастюк (Хрс)                                                           | 2.00,54   | Олексій Соловій (ІФ)                                                                    | 2.00,64   |
| 1500 метрів                     | Олександр Гонський (ІФ)                                                   | 4.12,27        | Олександр Чорнобривий (Хм)                                                       | 4.14,87   | Олексій Годунко (Рв)                                                                    | 4.15,70   |
| 3000 метрів                     | Юрій Кузінський (Жт)                                                      | 9.09,87        | Іван Павлюк (Чрв)                                                                | 9.14,46   | Владислав Жемайтін (Рв)                                                                 | 9.24,50   |
| 60 метрів з бар'єрами (91,4 см) | Максим Андрухів (Лв)                                                      | 8,15           | Дмитро Чермошанський (Хрк)                                                       | 8,18      | Ілля Плужник (Хрк)                                                                      | 8,53      |
| 2000 метрів з перешкодами       | Руслан Світличний (Лг)                                                    | 6.24,92        | Артем Бортнік (Квм)                                                              | 6.25,51   | Андрій Рудий (Кв)                                                                       | 6.27,04   |
| 100+200+ 300+400 метрів         | Сумська область Олександр Гринь Вадим Дунь Олександр Карпенко Глеб Воблий | 2.04,64        | Рівненська область Віктор Осташевський Дмитро Єгер Олексій Годунко Ярослав Голуб | 2.04,94   | Донецька область Станіслав Степаненко Кирило Приходько Данило Журавов Микола Овсянников | 2.05,04   |
| Ходьба 5000 метрів              | Юрій Замрига (Кв)                                                         | 23.22,51       | Олександр Мицик (Жт)                                                             | 24.11,09  | Микола Рущак (См)                                                                       | 24.42,95  |
| Стрибки у висоту                | Олег Дорощук (Крв)                                                        | 2,03 м         | Олег Тикул (Крв)                                                                 | 1,95 м    | Борис Коломійчук (Хм)                                                                   | 1,95 м    |
| Стрибки з жердиною              | Микита Строгалєв (Квм)                                                    | 4,55 м         | Микита Поліщук (Днц)                                                             | 4,30 м    | Ігор Корнишев (Днп) Ілля Петах (Кв)                                                     | 4,20 м    |
| Стрибки у довжину               | Андрій Єрещенко (Чрк)                                                     | 6,58 м         | Ілля Степанець (Хрк)                                                             | 6,52 м    | Артем Богуцький (Хм)                                                                    | 6,47 м    |
| Потрійний стрибок               | Роман Бурда (Вл)                                                          | 13,78 м        | Ілля Нехаєв (Днп)                                                                | 13,72 м   | Григорій Порфіров (Днп)                                                                 | 13,58 м   |
| Штовхання ядра (5 кг)           | Олексій Кирилін (См)                                                      | 16,96 м        | Руслан Захарченко (Квм)                                                          | 16,04 м   | Іван Яворський (Чрв)                                                                    | 15,50 м   |
| Семиборство                     | Богдан Колеснік (Вн)                                                      | 4753 очки NIYR | Володимир Андрощук (Кв)                                                          | 4120 очок | Владислав Харченко (Днп)                                                                | 4000 очок |

### Жінки
| Дисципліни                      | Золото                                                                                | Золото    | Срібло                                                                       | Срібло    | Бронза                                                                                       | Бронза    |
| ------------------------------- | ------------------------------------------------------------------------------------- | --------- | ---------------------------------------------------------------------------- | --------- | -------------------------------------------------------------------------------------------- | --------- |
| 60 метрів                       | Єва Подгородецька (Хрк)                                                               | 7,76      | Владлена Климова (Днп)                                                       | 7,92      | Ольга Золотар (Пл)                                                                           | 7,98      |
| 200 метрів                      | Владлена Климова (Днп)                                                                | 25,67     | Анна Безименна (Кв)                                                          | 26,01     | Катерина Стаднік (См)                                                                        | 26,31     |
| 400 метрів                      | Наталія Дишлюк (Кв)                                                                   | 56,43     | Тетяна Харащук (ІФ)                                                          | 58,01     | Олександра Маринченко (Кв)                                                                   | 58,46     |
| 800 метрів                      | Анастасія Кудінова (Днп)                                                              | 2.14,13   | Світлана Жульжик (Рв)                                                        | 2.16,52   | Дар'я Токарева (ІФ)                                                                          | 2.17,24   |
| 1500 метрів                     | Катерина Онісімова (Днп)                                                              | 4.40,96   | Марія Лукашук (Вн)                                                           | 4.53,39   | Таїсія Пирогівська (Днп)                                                                     | 4.53,54   |
| 3000 метрів                     | Олександра Заровна (Од)                                                               | 10.31,51  | Тамара Север'янова (Хрк)                                                     | 10.39,27  | Вероніка Заровна (Од)                                                                        | 10.45,00  |
| 60 метрів з бар'єрами (76,2 см) | Ірина Панаріна (Хрк)                                                                  | 8,73      | Марія Джетібаєва (Рв)                                                        | 8,98      | Юлія Матвієвська (Хрк)                                                                       | 8,99      |
| 2000 метрів з перешкодами       | Любов Север'янова (Хрк)                                                               | 7.00,34   | Яна Боровець (Рв)                                                            | 7.07,60   | Іванна Кух (Вл)                                                                              | 7.11,61   |
| 100+200+ 300+400 метрів         | Київська область Альона Гордієнко Наталія Дишлюк Олександра Маринченко Анна Безименна | 2.17,66   | Харківська область Карина Файнберг Ірина Панаріна Еліза Лебідь Ірина Бутенко | 2.22,87   | Дніпропетровська область Владлена Климова Яна Степанишина Анна Софійченко Анастасія Кудінова | 2.22,93   |
| Ходьба 3000 метрів              | Юлія Петрик (Вл)                                                                      | 14.29,61  | Валерія Шоломіцька (Вл)                                                      | 14.32,53  | Дарина Касян (Вл)                                                                            | 14.55,26  |
| Стрибки у висоту                | Ярослава Магучіх (Днп)                                                                | 1,90 м    | Валерія Рижова (Мк)                                                          | 1,77 м    | Дар'я Озерянова (Мк)                                                                         | 1,71 м    |
| Стрибки з жердиною              | Марія Ященко (Кв)                                                                     | 3,40 м    | Тетяна Колесник (Кв)                                                         | 3,40 м    | Карина Вегнер (Вл)                                                                           | 3,30 м    |
| Стрибки у довжину               | Марія Горелова (Хрс)                                                                  | 5,84 м    | Еліза Лебідь (Хрк)                                                           | 5,52 м    | Софія Рибалко (Кв)                                                                           | 5,47 м    |
| Потрійний стрибок               | Маргарита Кравченко (Днп)                                                             | 11,94 м   | Анна Костенко (Днп)                                                          | 11,68 м   | Вероніка Свідро (Кв)                                                                         | 11,68 м   |
| Штовхання ядра (3 кг)           | Катерина Лебідь (Днп)                                                                 | 14,20 м   | Анастасія Бондаренко (Кв)                                                    | 13,87 м   | Анастасія Деркач (Чрк)                                                                       | 13,69 м   |
| П'ятиборство                    | Марія Слобода (Кв)                                                                    | 3749 очок | Анастасія Матузна (Хрк)                                                      | 3457 очок | Дарина Кривша (Хрк)                                                                          | 3250 очок |